# Hardie Scott
Hardie Scott (* 7. Juni 1907 in Bala Cynwyd, Pennsylvania; † 2. November 1999) war ein US-amerikanischer Politiker. Zwischen Anfang 1947 und Ende 1953 vertrat er den Bundesstaat Pennsylvania im US-Repräsentantenhaus.

## Werdegang
Hardie Scott war der Sohn des Kongressabgeordneten John Roger Kirkpatrick Scott (1873–1945). Er besuchte bis 1926 die Taft School in Watertown (Connecticut). Daran schloss sich bis 1930 ein Studium an der Yale University an. Nach einem anschließenden Jurastudium an der University of Pennsylvania und seiner 1934 erfolgten Zulassung als Rechtsanwalt begann er in diesem Beruf zu arbeiten. Politisch wurde er Mitglied der Republikanischen Partei.
Bei den Kongresswahlen des Jahres 1946 wurde Scott im dritten Wahlbezirk von Pennsylvania in das US-Repräsentantenhaus in Washington, D.C. gewählt, wo er am 3. Januar 1947 die Nachfolge des Demokraten Michael J. Bradley antrat. Nach zwei Wiederwahlen konnte er bis zum 3. Januar 1953 drei Legislaturperioden im Kongress absolvieren. Diese waren von den Ereignissen des Kalten Krieges und des Koreakrieges geprägt.
1952 verzichtete Hardie Scott auf eine weitere Kandidatur. In den folgenden Jahren ist er politisch nicht mehr in Erscheinung getreten.